# ينغفي يندكفيست
ينغفي يندكفيست هو متسابق يخت سويدي، ولد في 24 يونيو 1897 في غوتنبرغ في السويد، وتوفي بنفس المكان في 15 يوليو 1937.

## وصلات خارجية
- ينغفي يندكفيست على موقع أوليمبيديا (الإنجليزية)
- ينغفي يندكفيست على موقع اللجنة الأولمبية السويدية (السويدية)